# Ustka (comune rurale)
Ustka (Stolpmünde fino al 1945) è un comune rurale polacco del distretto di Słupsk, nel voivodato della Pomerania.
Ricopre una superficie di 218,1 km² e nel 2004 contava 7 322 abitanti.
Il capoluogo è Ustka, che non fa parte del territorio ma costituisce un comune a sé.